# Маріс Гравітіс
Маріс Гравітіс (латис. Māris Grāvītis; народився 14 березня 1981, Рига, Латвія) — латвійський хокеїст, нападник. 
Виступав в лієпайському Металургсі та «Озолнієкі-Монархс». Грав у складі молодіжної збірної Латвії (U-20).